# Charles Auguste Bretagne
Paul-Auguste (detto Charles) Bretagne (Vouziers, 21 marzo 1837 – Saint-Pierre-Brouck, 30 ottobre 1881) è stato un funzionario francese, personaggio frequentato da Arthur Rimbaud durante gli anni dell'adolescenza a Charleville. Fu Bretagne a far conoscere a Rimbaud il già affermato poeta Paul Verlaine.

## Biografia
Figlio di un alto funzionario che doveva terminare la sua carriera come direttore delle imposte dirette a Nancy con la rosetta della Legione d'onore, è stato funzionario anche lui, ma di rango molto più modesto. Soprannominato «le père Bretagne», era conosciuto per le sue opinioni blasfeme e per il suo interesse per la magia e l'occultismo, con una personalità a due facce, una di buffone, l'altra di filosofo artista, e la sua influenza fu determinante per la futura Théorie du Voyant del giovane poeta. Di aspetto corpulento, Bretagne fece la conoscenza di Rimbaud quando questi girovagava per i caffè di Charleville in cerca di bevande e fumo gratis. Il caffè Dutherme era il luogo dove venivano spesso visti insieme. Orgoglioso dell'amicizia che gli portava Verlaine (col quale probabilmente ebbe anche una relazione), non gli fu difficile raccomandargli il giovane Arthur, e fu proprio nell'agosto del 1871 che Bretagne lo spinse a incontrarlo, secondo un aneddoto riportato da Ernest Delahaye:
Rimbaud: «Bisogna assolutamente che io vada a Parigi; ma questa volta per qualcosa di buono, ma questa volta per viverci!»
Bretagne: «Ebbene, voi andrete, voi ci vivrete!»
Rimbaud: «Chi mi accoglierà? Quale scrittore? Quale poeta?»
Bretagne: «Voglio procurarvi un interlocutore nel mondo delle lettere!»
Fu soltanto a questo punto che Bretagne si propone di metterlo in contatto con Verlaine:
Rimbaud: «E se gli inviassi dei miei versi?»
Bretagne: «Fatelo immediatamente. Li allegherete ad una lettera, sul cui fondo lascerete lo spazio di una mezza pagina, affinché anch'io possa scriverci.»
Com'è noto, Verlaine rimase entusiasta dei versi ricevuti e invitò Rimbaud a Parigi.
Alla fine di dicembre del 1871 Verlaine, che stava andando a Paliseul per l'eredità di una zia, fece una sosta a Charleville per rivedere Bretagne. La sera di Natale ha dato sue notizie a suo cognato, Charles de Sivry, in una lettera accompagnata da un ritratto.
È da ricordare che, a Charleville, "padre Bretagne" aveva già provveduto a procurare a Rimbaud la propria buca delle lettere per far sì che questi ricevesse la corrispondenza di cui aveva bisogno all'oscuro della madre: già il 15 agosto 1870 il giovane poeta indicò a Théodore de Banville il suo indirizzo: «Monsieur Charles Bretagne, Avenue de Mézières, à Charleville, pour A. Rimbaud». L'indirizzo tornò utile anche nel 1872, quando Verlaine fu costretto a cacciare Rimbaud per ordine della moglie: il 2 aprile, infatti, Verlaine chiese al suo amante di mandargli direttamente le sue lettere.
Nello stesso anno, il 9 luglio, Verlaine e Rimbaud fuggirono a Bruxelles passando per Charleville a casa del "santo Prete": dopo aver felicemente passato la giornata a bere insieme, verso mezzanotte Bretagne, tramite un vicino di casa, fece loro affittare un carro trainato da un cavallo per attraversare il confine con il Belgio, evitando i doganieri. Come viatico, Bretagne diede ai due fuggiaschi un vecchio orologio d'argento, due franchi e una chitarra (che nessuno dei due sapeva suonare). Una volta trovatisi sul suolo belga, presero il treno per Bruxelles.
Nel settembre del 1872, Bretagne fu trasferito allo zuccherificio Bistade a Sainte-Marie-Kerque. Non era cambiato, tranne per il fatto che era ancora più panciuto. Era famoso nei ristoranti circostanti per la sua sete e la sua fame: divorava un intero pollo in un pasto.
"Miscredente ma cuore d'oro", dava lezioni di violino (strumento che sapeva suonare improvvisando nei caffè e in piazza, tanto che, si diceva, sarebbe stato perfetto in un circo) ai giovani, dimenticando di farsi pagare.
Morì a 43 anni, a Saint-Pierre-Brouck, il 30 ottobre 1881. Tra le possibili cause della sua morte si ipotizzava una congestione, ma alcuni pensano che essa sia stata accelerata, se non provocata, da un calcio ricevuto nello stomaco da un certo Laplace durante una rissa tra ubriachi.
La sua tomba, all'ingresso del cimitero, fu abbandonata, quindi trasferita più volte per far posto ad altri defunti. La sua famiglia bruciò tutte le lettere che aveva ricevuto da Verlaine e Rimbaud.